# Campoletis postica
Campoletis postica är en stekelart som först beskrevs av Bridgman och Fitch 1885.  Campoletis postica ingår i släktet Campoletis och familjen brokparasitsteklar. Arten är reproducerande i Sverige. Inga underarter finns listade.